# Robert Habsburg-Lothringen

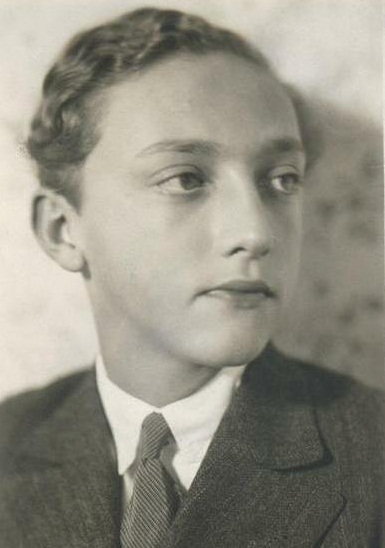
Robert Habsburg-Lothringen (Ende der 1920er Jahre)

Robert Habsburg-Lothringen, auch Robert von Österreich-Este (* 8. Februar 1915 auf Schloss Schönbrunn in Wien; †  7. Februar 1996 in Basel, Schweiz; geboren als Robert Karl Ludwig Maximilian Michael Maria Anton Franz Ferdinand Joseph Otto Hubert Georg Pius Johannes Marcus d'Aviano, Erzherzog von Österreich, Königlicher Prinz von Ungarn und Böhmen und Herzog d’Este), war ein Bankier, legitimistischer Funktionär und Publizist. Er war das dritte Kind von Kaiser Karl I. von Österreich und von Kaiserin Zita.

## Leben

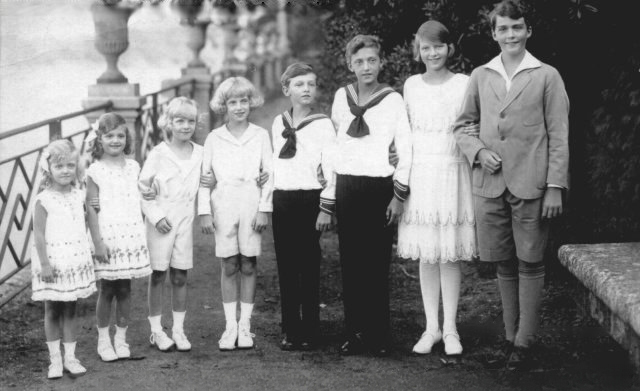
Die Kinder des Kaiserpaares: Otto, Adelheid, Robert, Felix, Carl Ludwig, Rudolph, Charlotte und Elisabeth (von rechts nach links)

Robert war der zweite Sohn von acht Kindern des letzten österreichischen Kaiserpaares und wurde als Erzherzog von Österreich geboren. Nach der Ermordung des Thronfolgers Franz Ferdinand von Österreich-Este im Jahr 1914 ging der Name Österreich-Este auf seinen Großneffen Robert über. Nach Auflösung der Doppelmonarchie Österreich-Ungarn am Ende des Ersten Weltkrieges wohnte Robert von Österreich-Este vom 11. November 1918 bis 23. März 1919 – vor der Ausreise der ehemaligen Kaiserfamilie angesichts der drohenden Internierung seines Vaters – mit seinen Eltern im Schloss Eckartsau in Niederösterreich. Von 1919 bis 1921 lebte Robert mit seinen Eltern im Exil in der Schweiz, später auf Madeira und in Spanien. 
Am 29. Dezember 1953 heiratete Robert Habsburg in Bourg-en-Bresse Margherita Prinzessin von Savoyen-Aosta (1930–2022), Tochter von Amedeo von Savoyen-Aosta, Vizekönig von Abessinien (1898–1942), und dessen Gattin Anne Hélène Marie d’Orléans (1906–1986). Aus der Ehe gingen fünf Kinder (sowie sechzehn Enkelkinder) hervor:
- Maria Beatrice Anna Felicitas Zita Charlotte Adelheid Christina Elisabeth Gennara (* 1954) ⚭ 1980 Riprand Maria Franz Graf von Arco-Zinneberg, Urenkel von König Ludwig III. von Bayern
- Lorenz Otto Carl Amadeus Thadeus Maria Pius Andreas Marcus d’Aviano (* 1955), seit 1995 Prinz von Belgien ⚭ 1984 Prinzessin Astrid von Belgien (* 1962)
- Gerhard Thaddäus Anton Marcus d’Aviano Maria Umberto Otto Carl Amadeus (* 1957)
- Martin Karl Amadeo Maria (* 1959) ⚭ 2004 Katharina Prinzessin von Isenburg-Birstein
- Isabella Maria Laura Helena Antonia Zita Anna Gennara (* 1963) ⚭  27. April 1997 Andrea Graf Czarnocki-Lucheschi

Robert Habsburg-Lothringen und seine Gemahlin liegen in der Familiengruft der Habsburger in der Loretokapelle des Klosters Muri in der Schweiz begraben.
Er war Mitglied der legitimistischen katholischen Studentenverbindungen K.Ö.L. Carolina Wien und K.Ö.L. Theresiana Innsbruck.